# (39864) Poggiali
(39864) Poggiali ist ein Asteroid des Hauptgürtels, der am 26. Februar 1998 von dem italienischen Astronomen Franco Mallia und dem italienischen Amateurastronomen Mario Di Sora am Campo-Catino-Observatorium (IAU-Code 468) in der Provinz Frosinone in der italienischen Region Latium entdeckt wurde.
Der Asteroid gehört zur Eos-Familie, einer Gruppe von Asteroiden, welche typischerweise große Halbachsen von 2,95 bis 3,1 AE aufweisen, nach innen begrenzt von der Kirkwoodlücke der 7:3-Resonanz mit Jupiter, sowie Bahnneigungen zwischen 8° und 12°. Die Gruppe ist nach dem Asteroiden (221) Eos benannt. Es wird vermutet, dass die Familie vor mehr als einer Milliarde Jahren durch eine Kollision entstanden ist.
(39864) Poggiali wurde am 7. Juni 2009 nach dem italienischen Flugzeugnavigator Maurizio Poggiali (1965–1997) benannt, der am 8. August 1997 während eines Ausbildungsfluges tödlich verunglückte.